# Ligne de tramway 62 (SNCV Groupe de Liège)
La ligne 62 est une ancienne ligne du tramway vicinal de Liège de la Société nationale des chemins de fer vicinaux (SNCV) qui reliait Liège à Herstal.

## Histoire
1938 Création d'un service urbain électrique (sous l'indice 62) sur la ligne Liège - Bassenge (voir ligne Liège - Genk) entre la place Saint-Lambert à Liège et Herstal Malvoye, profitant de l'électrification et du prolongement vers la place Saint-Lambert de la ligne Liège - Bassenge; capitaux 73 et 156.
1955 Suppression, remplacement par une ligne d'autobus sous l'indice 79.

## Exploitation

### Horaires
Tableaux horaires :
- 620 en 1950[1].

### Monographies
- Edmond Fellingue, René Hanssen, Marcel Lambou et Jean Henri Renard, Les tramways au pays de Liège, t. 2 : Les chemins de fer vicinaux, Groupement belge pour la promotion et l'exploitation touristique du transport ferroviaire (GTF), 1985, 398 p.